# Parque nacional Undara Volcánico
Undara Volcánico es un parque nacional en Queensland (Australia), ubicado a 1339 km al noroeste de Brisbane.
El término Undara significa largo camino en la lengua aborigen y hace referencia al más largo sistema de caminos tubulares de lava del mundo, formado hace 190.000 años producto de una gran erupción. Al secarse la lava dejó los grandes agujeros tubulares característicos del parque. Es un parque que comprende altas planicies boscosas, que terminan en grandes sabanas. Los suelos de rico basalto volcánico están cubiertos de pastos. Muchos de estos tubos han colapsado con el tiempo creando perfectas condiciones para el florecimiento de la selva tropical seca.